# Кулбис, Гаюс
Гаюс Кулбис (лит. Gajus Kulbis; род. 5 июля 1989, Паневежис) — литовский футболист, полузащитник.

## Биография
Начинал заниматься футболом в родном городе, в 2007 году был в заявке местного «Экранаса». Летом 2008 года перешёл в «Ветру» (Вильнюс), в её составе дебютировал в высшей лиге Литвы 14 сентября 2008 года в матче против «Экранаса», заменив на 80-й минуте Марека Андращика. Бронзовый (2008) и серебряный (2009) призёр чемпионата Литвы. Летом 2010 года после расформирования «Ветры» перешёл в «Бангу» (Гаргждай), где провёл полтора сезона. Финалист Кубка Литвы 2010/11. В 2012 году играл за аутсайдера высшей лиги «РЭО Вильнюс», а в первой половине 2013 года снова выступал за «Бангу». В составе «Ветры» в 2009 году и «Банги» в 2011 году сыграл 5 матчей в Лиге Европы.
Всего в высшей лиге Литвы сыграл 90 матчей и забил 18 голов.
Во второй половине 2013 года выступал в чемпионате Эстонии за «Калев» (Силламяэ), принял участие в 9 матчах, во всех из них выходил на замену.
С 2014 года играл на родине за клубы низших лиг. В 2014 году с клубом МРУ (Вильнюс) стал вторым призёром первой лиги и вошёл в десятку лучших бомбардиров турнира с 14 голами. На следующий год играл в первой лиге за «Невежис» (Кедайняй). В 2017—2018 и 2021 годах выступал за «Панерис» (Вильнюс) во второй лиге, в промежутке играл за ряд любительских клубов в соревнованиях низкого уровня. В 2022 году перешёл в клуб второй лиги «Трансинвест» (Вильнюс). Одновременно в эти годы работал тренером в футбольной школе «Аудрос».
28 мая 2022 года во время матча второй лиги против клуба «Атейтис» получил тяжёлую травму головы и шеи, ударившись о покрытие стадиона. Его ввели в искусственную кому и в течение восьми часов делали операцию. Сообщается, что спортсмену может понадобиться несколько лет на восстановление.
Сыграл один матч за молодёжную сборную Литвы — 28 марта 2009 года против ровесников из Белоруссии (1:4).

## Достижения
- Серебряный призёр чемпионата Литвы: 2009
- Бронзовый призёр чемпионата Литвы: 2008
- Финалист Кубка Литвы: 2010/11